# Steve McCurry

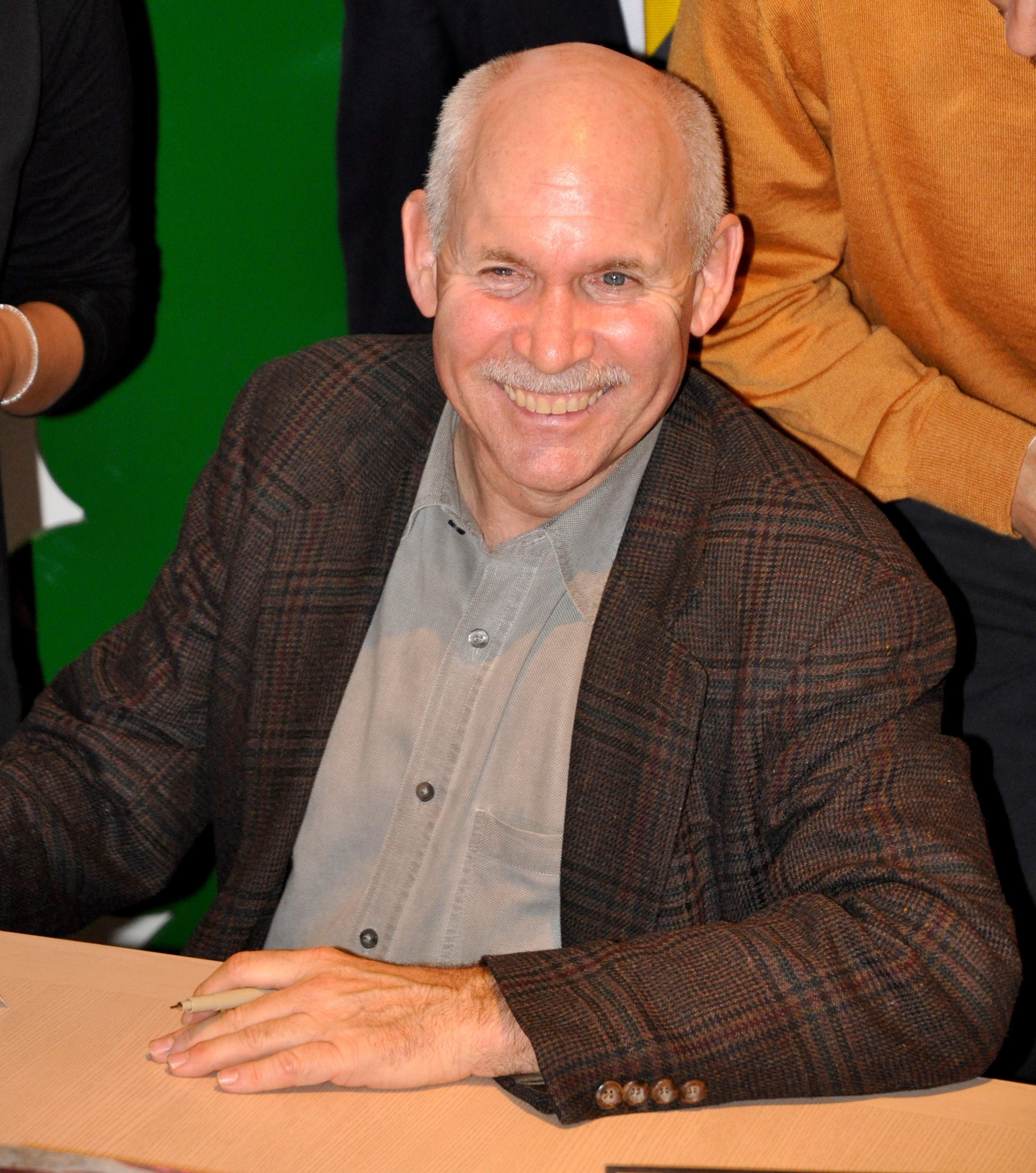
Steve McCurry

Steve McCurry (Philadelphia (Pennsylvania), 23 april 1950) is een Amerikaans fotojournalist die het bekendst is van de foto 'Afghan Girl' die in juni 1985 op de omslag van National Geographic verscheen. Dit is zo mogelijk de bekendste van alle omslagen van National Geographic.

## Levensloop
McCurry studeerde aan de Pennsylvania State University, aanvankelijk film maar hij studeerde af in de podiumkunsten. Hij raakte geïnteresseerd in fotografie toen hij foto's nam voor de universiteitskrant.
Zijn carrière als fotojournalist begon met de Russische bezetting van Afghanistan. Hij vermomde zich in inheemse kleding en verborg fotorolletjes in de zomen. Zijn foto's behoorden tot de eerste foto's van het conflict en werden vaak gepubliceerd.
McCurry vervolgde zijn carrière met het verslaan van een hele reeks internationale conflicten, telkens in Azië. Zijn foto's worden vaak gepubliceerd. Sinds 1986 is hij lid van Magnum Photos.

### Afghan Girl
In 1984 maakte McCurry de foto die in juni 1985 op de omslag van National Geographic verscheen. Begin 2002 werd de vrouw in Afghanistan opgespoord en kon haar identiteit worden vastgesteld. In april 2002 verscheen dezelfde vrouw opnieuw op de omslag.

### Techniek
McCurry gebruikte filmrolletjes tot 2005. Toen schakelde hij over op digitale fotografie. Hij raakte snel gewend aan de vele voordelen die de digitale fotografie biedt.
Zijn favoriete film was Kodachrome, waarmee ook de 'Afghan Girl' werd vastgelegd. Op 22 juni 2009 kondigde Kodak aan met de productie ervan te stoppen. Tot de herfst van 2009 zouden er nog films geleverd worden, waarna het tot eind 2010 nog mogelijk was de films te laten ontwikkelen. McCurry schoot een van de laatste rolletjes vol.